# Drago Zadnikar
Drago Zadnikar, slovenski policist in veteran vojne za Slovenijo ter direktor Občinske uprave Občine Tržič in poveljnik Štaba CZ Tržič.

## Odlikovanja in nagrade
Leta 2001 je prejel častni znak svobode Republike Slovenije z naslednjo utemeljitvijo: »ob deseti obletnici osamosvojitve za zasluge pri obrambi svobode in uveljavljanju suverenosti Republike Slovenije«.